# Bateau d'Ellingå

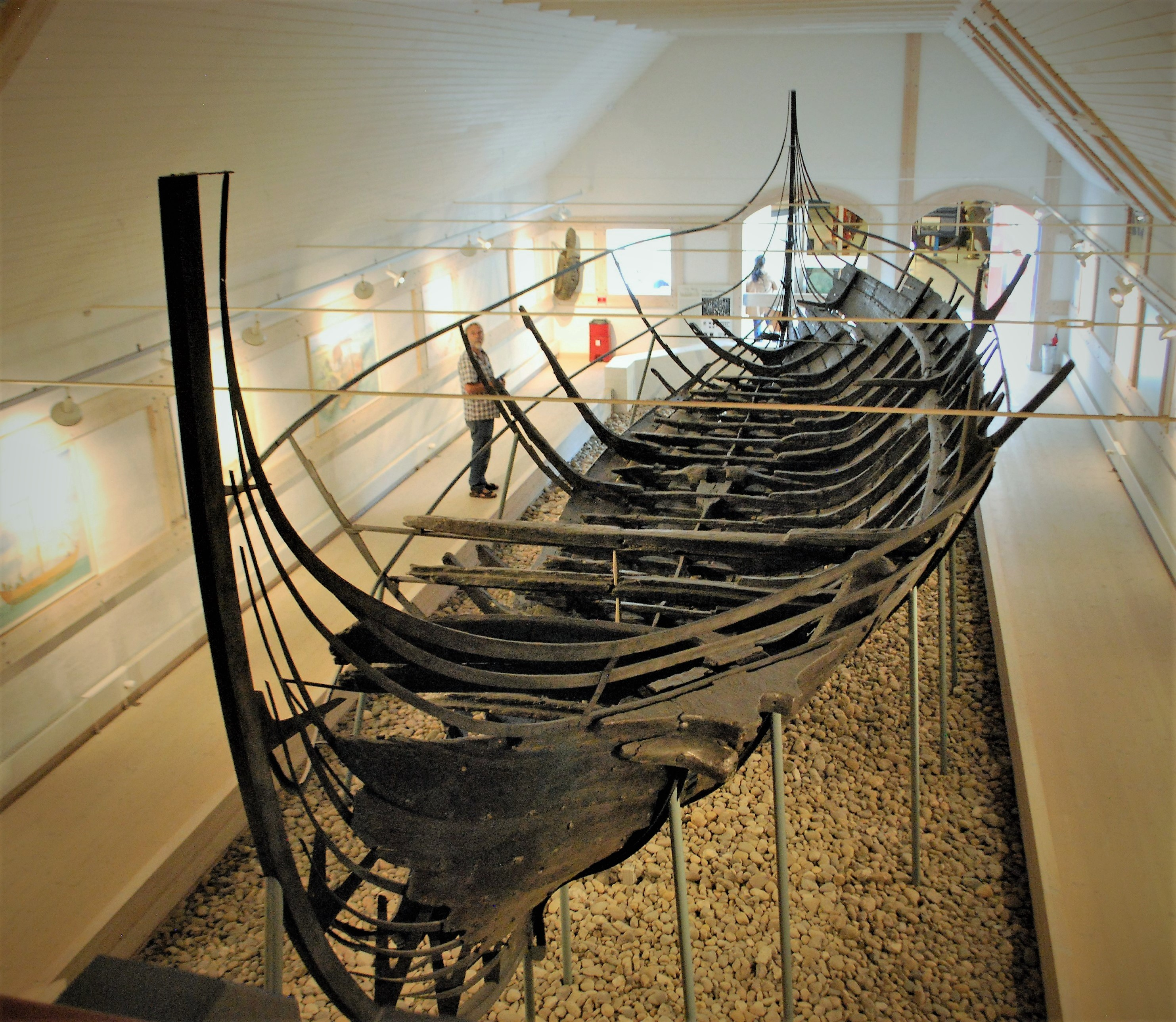
Bateau d'Ellingå au Musée Bangsbo de Frederikshavn.

Le Bateau d'Ellingå (en danois : Ellingåskibet) est un bateau viking, de type knarr, trouvé dans l'estuaire de la rivière Elling Å (da) au nord du Danemark, en région du Jutland du Nord.

## Découverte
Il a été découvert, avec un autre navire viking lors de fouilles archéologiques dans l'estuaire proche du village d'Elling dans la commune de Frederikshaven. La découverte de deux navires - le bateau d'Ellingå et le bateau Nordstrand, ainsi qu'un ancrage médiéval - témoignent d'expéditions viking dans la région nord-danoise dès le Moyen Âge sur la pointe de Grenen.
Le bateau d'Ellingå, que la dendrochronologie a daté en 1163, est un navire marchand (type Knarr) construit dans des bois de l'est du Jutland. Il a probablement servi sur les routes commerciales à travers les détroits de Cattégat et de Skagerrak, vers la Suède, la Norvège et les pays autour de la mer Baltique. Trouvé à l'intérieur de l'estuaire de la rivière Elling Å, cela indique qu'il doit avoir coulé dans ce port naturel. 

L'épave est maintenant exposée au Musée Bangsbode Frederikshavn. 
Le bateau Nordstrand a été trouvé juste à l'extérieur de cet ancien port viking. C'est aussi un navire marchand, de fabrication plus récente, qui a été daté vers environ 1346.